# Eleição municipal em Florianópolis em 1985
A eleição municipal em Florianópolis em 1985 ocorreu em 15 de novembro, como parte das eleições em 201 municípios situados em 23 estados brasileiros e nos territórios federais do Amapá e Roraima. Foi a primeira eleição da Nova República e a primeira onde os florianopolitano escolheram seu alcaide pelo voto direto desde Acácio Garibaldi Santiago em 1965.

## Contexto
As eleições de 1985 foram nacionalizadas pelo contexto da campanha pelas eleições Diretas Já. Nesse sentido, no âmbito municipal da capital catarinense, três blocos políticos se organizaram ao redor dos principais líderes políticos nacionais daquele tempo: um bloco malufista, de opositores às eleições diretas; um bloco da Aliança Democrática, que reunia os setores mais moderados da direita e da esquerda; e um bloco de líderes locais favoráveis às eleições diretas.
A organização desses três blocos no quadro partidário se traduziu em uma luta pela cabeça de chapa do PDS. Os malufistas de Florianópolis se organizaram ao redor de Atílio Fontana (PDS), mas acabaram surpreendidos pela mudança de posição do governador Esperidião Amin (PDS). Amin, que era uma histórica liderança da direita arenista catarinense, havia concorrido três anos antes num disputado segundo turno contra Jaison Barreto (PDT) pelo Governo do Estado. No entanto, nas vésperas da eleição municipal, Amin decide apoiar o movimento das Diretas Já e compõe uma chapa com Barreto para lançar o seu chefe da Casa Civil, Francisco de Assis Filho (PDS) na cabeça de chapa.
Assim como o PDS, o segundo maior partido catarinense daquele tempo, o PMDB, também se encontrou dividido entre duas tendências eleitorais e teve, inclusive, de organizar eleições primárias para selecionar seu candidato. A disputa neste grupo era entre o deputado estadual Edison Andrino e o deputado federal Nelson Wedekin. Wedekin era representante da linha progressista da política catarinense e possuía amplo diálogo com o Partido Comunista Brasileiro. Andrino, por outro lado, estava associado ao núcleo moderado do MDB. No entanto, quanto ao favorecimento da reedição da Aliança Democrática em Santa Catarina, era Wedekin que defendia a composição com o PFL, enquanto Andrino considerava que uma chapa puro-sangue fortaleceria mais o partido. Saiu vitoriosa a proposta de Andrino, que ocupou a cabeça de chapa com Pedro Medeiros como vice.
Uma vez consolidada a candidatura de Andrino e frustrada a coligação com o PMDB, o Partido da Frente Liberal, sob o comando nacional do catarinense Jorge Bornhausen, selecionou o deputado federal Ênio Branco para liderar seu bloco. O Partido dos Trabalhadores também se dividiu: havia aqueles que apoiavam Andrino, havia o grupo trotskista Liberdade e Luta e havia a vertente que apoiava a candidatura própria do presidente da CUT estadual, Jorge Lorenzetti.

## Campanha
Considerando a baixa expressão eleitoral dos candidatos do PCB e do PTB, bem como de Enio Branco e Lorenzetti, a disputa ficou polarizada entre os dois maiores grupos políticos do estado: PDS e o PMDB. Nesta época, não havia segundo turno no município de Florianópolis, o que permitiu que Andrino fosse eleito com 48,86% dos votos.
Parte da derrota de Assis se explica pelo fato de ser produto da política administrativa estadual, sem muito passado na política de base – contrariamente a Andrino. No mais, a aliança entre Amin e Jaison Barreto causou desconforto no eleitorado, considerando que apenas 3 anos atrás os dois se comportaram como inimigos mortais no pleito de 1982. Também houve intensa campanha de Andrino pelo voto útil dos eleitores identificados com PT e PCB.

## Resultado da eleição para prefeito
Foram apurados 111.725 votos nominais (95,86%), 1.210 votos em branco (1,04%) e 3.611 votos nulos (3,10%), resultando no comparecimento de 116.546 eleitores.
| Candidatos a prefeito de Florianópolis | Candidatos a vice-prefeito     | Número | Coligação                             | Votação | Percentual |
| -------------------------------------- | ------------------------------ | ------ | ------------------------------------- | ------- | ---------- |
| Edison Andrino PMDB                    | Pedro Medeiros PMDB            | 15     | PMDB (sem coligação)                  | 54.592  | 48,86%     |
| Francisco de Assis Filho PDS           | Manoel Dias PDT                | 11     | Aliança Social Trabalhista (PDS, PDT) | 40.631  | 36,37%     |
| Enio Branco PFL                        | Cesar Souza PFL                | 25     | PFL (sem coligação)                   | 8.920   | 7,98%      |
| Jorge Lorenzetti PT                    | Lúcia Maria Pereira PT         | 13     | PT (sem coligação)                    | 3.805   | 3,41%      |
| Vilson Rosalino da Silveira PCB        | Gerônimo Wanderley Machado PCB | 23     | PCB (sem coligação)                   | 2.920   | 2,61%      |
| José Mauro da Costa Ortiga PTB         | Oldir Caldas PTB               | 14     | PTB (sem coligação)                   | 857     | 0,77%      |
| Fontes:                                |                                |        |                                       |         |            |